# Grand Prix Malajsie 2006
Grand Prix Malajsie
VIII Petronas Malaysian Grand Prix
- 19. březen 2006
- Okruh Sepang
- 56 kol x 5,543 km / 310,408 km
- 752. Grand Prix
- 3. vítězství Giancarla Fisichelli
- 27. vítězství pro Renault

## Výsledky
Vítěznou trofej převzal Giancarlo Fisichella z rukou Abdullah Yaba, pohár pro vítězný tým předával Mohd Hassan Marican zástupce firmy Petronas. Druhý Fernando Alonso dostal pohár od ministra sportu Azalina Othman Said Yab, Jenson Button převzal cenu od Tunku Mustapha zástupce AAM.

### Pořadí v cíli
| Pozice | Jezdec               | Vůz               | Čas          |
| ------ | -------------------- | ----------------- | ------------ |
| 1      | Giancarlo Fisichella | Renault R26       | 1h 30:40,529 |
| 2      | Fernando Alonso      | Renault R26       | á 4,585s     |
| 3      | Jenson Button        | Honda RA106       | á 9,631s     |
| 4      | Juan Pablo Montoya   | McLaren MP4/21    | á 39,351     |
| 5      | Felipe Massa         | Ferrari 248 F1    | á 43,254     |
| 6      | Michael Schumacher   | Ferrari 248 F1    | á 43,854     |
| 7      | Jacques Villeneuve   | BMW Sauber F1.06  | á 1:20,461   |
| 8      | Ralf Schumacher      | Toyota TF106      | á 1:21,288   |
| 9      | Jarno Trulli         | Toyota TF106      | á 1 kolo     |
| 10     | Rubens Barrichello   | Honda RA106       | á 1 kolo     |
| 11     | Vitantonio Liuzzi    | Torro Rosso STR01 | á 2 kola     |
| 12     | Christijan Albers    | Midland M16       | á 2 kola     |
| 13     | Tiago Monteiro       | Midland M16       | á 2 kola     |
| 14     | Takuma Sató          | Super Aguri SA05  | á 3 kola     |
| Kolo   | Odstoupili           | -                 | -            |
| 48     | Nick Heidfeld        | BMW Sauber F1.06  | Motor        |
| 41     | Scott Speed          | Torro Rosso STR01 | ?            |
| 33     | Yuji Ide             | Super Aguri SA05  | ?            |
| 26     | Christian Klien      | Red Bull RB2      | ?            |
| 15     | Mark Webber          | Williams FW28     | Motor        |
| 10     | David Coulthard      | Red Bull RB2      | ?            |
| 6      | Nico Rosberg         | Williams FW28     | Motor        |
| 0      | Kimi Räikkönen       | McLaren MP4/21    | Nehoda       |

### Nejrychlejší kolo
- Fernando Alonso Renault 1:34,803

### Vedení v závodě
- 1. - 17. kolo Giancarlo Fisichella
- 18. - 19. kolo Jenson Button
- 20. - 26. kolo Fernando Alonso
- 27. - 38. kolo Giancarlo Fisichella
- 39. - 43. kolo Fernando Alonso
- 44. - 56. kolo Giancarlo Fisichella

### Postavení na startu
- Modře startoval z boxu.
- Žlutě rozhodující čas pro postavení na startu.
- Červeně posunutí o deset míst na startu – výměna motoru

| *  | *                                      | *  | *                                   | Kvalifikace III.                      | Kvalifikace II.                       | Kvalifikace I.                         |
| -- | -------------------------------------- | -- | ----------------------------------- | ------------------------------------- | ------------------------------------- | -------------------------------------- |
| 1  | Giancarlo Fisichella Renault 1:33,840  |    |                                     | Giancarlo Fisichella Renault 1:33,840 | Jenson Button Honda 1:33,527          | Juan Pablo Montoya McLaren 1:34,536    |
|    |                                        | 2  | Jenson Button Honda 1:33,986        | Jenson Button Honda 1:33,986          | Giancarlo Fisichella Renault 1:33,623 | Kimi Räikkönen McLaren 1:34,667        |
| 3  | Nico Rosberg Williams 1:34,626         |    |                                     | Nico Rosberg Williams 1:34,626        | Fernando Alonso Renault 1:33,997      | David Coulthard Red Bull 1:34,839      |
|    |                                        | 4  | Mark Webber Williams 1:34,672       | Michael Schumacher Ferrari 1:34,668   | Mark Webber Williams 1:34,279         | Jenson Button Honda 1:35,023           |
| 5  | Juan Pablo Montoya McLaren 1:34,916    |    |                                     | Mark Webber Williams 1:34,672         | Kimi Räikkönen McLaren 1:34,351       | Felipe Massa Ferrari 1:35,091          |
|    |                                        | 6  | Kimi Räikkönen McLaren 1:34,983     | Juan Pablo Montoya McLaren 1:34,916   | Christian Klien Red Bull 1:34,537     | Nico Rosberg Williams 1:35,105         |
| 7  | Fernando Alonso Renault 1:35,747       |    |                                     | Kimi Räikkönen McLaren 1:34,983       | Nico Rosberg Williams 1:34,563        | Christian Klien Red Bull 1:35,171      |
|    |                                        | 8  | Christian Klien Red Bull 1:35,747   | Fernando Alonso Renault 1:35,747      | Juan Pablo Montoya McLaren 1:34,568   | Ralf Schumacher Toyota 1:35,214        |
| 9  | Jarno Trulli Toyota 1:34,702           |    |                                     | Christian Klien Red Bull 1:35,747     | Michael Schumacher Ferrari 1:34,574   | Mark Webber Williams 1:35,252          |
|    |                                        | 10 | Jacques Villeneuve BMW 1:34,752     | Ralf Schumacher Toyota 0000           | Ralf Schumacher Toyota 1:34,586       | Jacques Villeneuve BMW 1:35,391        |
| 11 | Nick Heidfeld BMW 1:34,783             |    |                                     |                                       | David Coulthard Red Bull 1:34,614     | Giancarlo Fisichella Renault 1:35,488  |
|    |                                        | 12 | Scott Speed Torro Rosso 1:36,297    |                                       | Rubens Barrichello Honda 1:34,683     | Fernando Alonso Renault 1:35,514       |
| 13 | Vitantonio Liuzzi Torro Rosso 1:36,581 |    |                                     |                                       | Jarno Trulli Toyota 1:34,702          | Jarno Trulli Toyota 1:35,517           |
|    |                                        | 14 | Michael Schumacher Ferrari 1:34,668 |                                       | Jacques Villeneuve BMW 1:34,752       | Rubens Barrichello Honda 1:35,526      |
| 15 | Christijan Albers Midland 1:37,426     |    |                                     |                                       | Nick Heidfeld BMW 1:34,783            | Nick Heidfeld BMW 1:35,588             |
|    |                                        | 16 | Tiago Monteiro Midland 1:37,819     |                                       | Felipe Massa Ferrari 0000             | Michael Schumacher Ferrari 1:35,810    |
| 17 | Takuma Sató Super Aguri 1:39,011       |    |                                     |                                       |                                       | Scott Speed Torro Rosso 1:36,297       |
|    |                                        | 18 | Yuji Ide Super Aguri 1:40,720       |                                       |                                       | Vitantonio Liuzzi Torro Rosso 1:36,581 |
| 19 | David Coulthard Red Bull 1:34,614      |    |                                     |                                       |                                       | Christijan Albers Midland 1:37,426     |
|    |                                        | 20 | Rubens Barrichello Honda 1:34,683   |                                       |                                       | Tiago Monteiro Midland 1:37,819        |
| 21 | Felipe Massa Ferrari 0000              |    |                                     |                                       |                                       | Takuma Sató Super Aguri 1:39,011       |
|    |                                        | 22 | Ralf Schumacher Toyota 0000         |                                       |                                       | Yuji Ide Super Aguri 1:40,720          |

### Páteční tréninky
- zeleně - třetí pilot pro páteční trénink.

| *  | I. Trénink                             | *  | II. Trénink                            |
| -- | -------------------------------------- | -- | -------------------------------------- |
| 1  | Alexander Wurz Williams 1:34,946       | 1  | Anthony Davidson Honda 1:35,041        |
| 2  | Robert Kubica BMW 1:35,733             | 2  | Alexander Wurz Williams 1:35,388       |
| 3  | Anthony Davidson Honda 1:35,997        | 3  | Fernando Alonso Renault 1:35,806       |
| 4  | Juan Pablo Montoya McLaren 1:36,709    | 4  | Felipe Massa Ferrari 1:35,924          |
| 5  | David Coulthard Red Bull 1:37,042      | 5  | Kimi Räikkönen McLaren 1:36,123        |
| 6  | Michael Schumacher Ferrari 1:37,043    | 6  | Giancarlo Fisichella Renault 1:36,182  |
| 7  | Felipe Massa Ferrari 1:37,557          | 7  | Michael Schumacher Ferrari 1:36,617    |
| 8  | Robert Doornbos Red Bull 1:37,604      | 8  | Jenson Button Honda 1:36,661           |
| 9  | Ralf Schumacher Toyota 1:37,826        | 9  | Jacques Villeneuve BMW 1:37,045        |
| 10 | Christian Klien Red Bull 1:38,448      | 10 | Rubens Barrichello Honda 1:37,270      |
| 11 | Neel Jani Torro Rosso 1:38,668         | 11 | Jarno Trulli Toyota 1:37,317           |
| 12 | Jarno Trulli Toyota 1:38,837           | 12 | Nick Heidfeld BMW 1:37,418             |
| 13 | Scott Speed Torro Rosso 1:39,599       | 13 | Robert Kubica BMW 1:37,457             |
| 14 | Tiago Monteiro Midland 1:39,899        | 14 | Juan Pablo Montoya McLaren 1:37,463    |
| 15 | Giorgio Mondini Midland 1:40,092       | 15 | Vitantonio Liuzzi Torro Rosso 1:37,590 |
| 16 | Vitantonio Liuzzi Torro Rosso 1:40,123 | 16 | David Coulthard Red Bull 1:37,603      |
| 17 | Christijan Albers Midland 1:40,608     | 17 | Ralf Schumacher Toyota 1:37,695        |
| 18 | Takuma Sató Super Aguri 1:41,072       | 18 | Neel Jani Torro Rosso 1:37,831         |
| 19 | Yuji Ide Super Aguri 1:43,449          | 19 | Scott Speed Torro Rosso 1:37,926       |
| -  | Kimi Räikkönen McLaren -               | 20 | Mark Webber Williams 1:38,081          |
| -  | Fernando Alonso Renault -              | 21 | Nico Rosberg Williams 1:38,205         |
| -  | Giancarlo Fisichella Renault -         | 22 | Giorgio Mondini Midland 1:38,256       |
| -  | Jacques Villeneuve BMW -               | 23 | Christian Klien Red Bull 1:38,644      |
| -  | Nick Heidfeld BMW -                    | 24 | Christijan Albers Midland 1:38,918     |
| -  | Mark Webber Williams -                 | 25 | Robert Doornbos Red Bull 1:39,105      |
| -  | Nico Rosberg Williams -                | 26 | Tiago Monteiro Midland 1:39,416        |
| -  | Jenson Button Honda -                  | 27 | Takuma Sató Super Aguri 1:41,549       |
| -  | Rubens Barrichello Honda -             | 28 | Yuji Ide Super Aguri 1:43,164          |

### Sobotní tréninky
| 1  | Michael Schumacher Ferrari 1:34,126   | 2  | Fernando Alonso Renault 1:34,180       |
| 3  | Giancarlo Fisichella Renault 1:34,585 | 4  | Jenson Button Honda 1:34,616           |
| 5  | Christian Klien Red Bull 1:34,815     | 6  | Kimi Räikkönen McLaren 1:34,854        |
| 7  | Ralf Schumacher Toyota 1:35,040       | 8  | Nico Rosberg Williams 1:35,242         |
| 9  | David Coulthard Red Bull 1:35,639     | 10 | Jarno Trulli Toyota 1:35,690           |
| 11 | Mark Webber Williams 1:35,700         | 12 | Jacques Villeneuve BMW 1:36,144        |
| 13 | Nick Heidfeld BMW 1:36,505            | 14 | Vitantonio Liuzzi Torro Rosso 1:36,549 |
| 15 | Rubens Barrichello Honda 1:36,655     | 16 | Juan Pablo Montoya McLaren 1:37,053    |
| 17 | Felipe Massa Ferrari 1:37,148         | 18 | Christijan Albers Midland 1:37,232     |
| 19 | Scott Speed Torro Rosso 1:37,437      | 20 | Tiago Monteiro Midland 1:37,900        |
| 21 | Takuma Sató Super Aguri 1:38,821      | 22 | Yuji Ide Super Aguri 1:40,542          |

### Zajímavosti
- Honda startovala v 50 GP

| Pole position        | Vítězství            | Nej. kolo       |
| Giancarlo Fisichella | Giancarlo Fisichella | Fernando Alonso |
| Renault R26          | Renault R26          | Renault R26     |
| 1:33,840             | 1h30:40,529          | 1:34,803        |
| 212.647 km/h         | 205.397 km/h         | 210.487 km/h    |
| -------------------- | -------------------- | --------------- |

### Stav MS
- Zelená - vzestup
- Červená - pokles

| *  | Jezdec               | Body |
| -- | -------------------- | ---- |
| 1  | Fernando Alonso      | 18   |
| 2  | Michael Schumacher   | 11   |
| 3  | Jenson Button        | 11   |
| 4  | Giancarlo Fisichella | 10   |
| 5  | Juan Pablo Montoya   | 9    |
| 6  | Kimi Räikkönen       | 6    |
| 7  | Felipe Massa         | 4    |
| 8  | Mark Webber          | 3    |
| 9  | Nico Rosberg         | 2    |
| 10 | Jacques Villeneuve   | 2    |
| 11 | Christian Klien      | 1    |
| 12 | Ralf Schumacher      | 1    |

| * | Vůz      | Body |
| - | -------- | ---- |
| 1 | Renault  | 28   |
| 2 | McLaren  | 15   |
| 3 | Ferrari  | 15   |
| 4 | Honda    | 11   |
| 5 | Williams | 5    |
| 6 | BMW      | 2    |
| 7 | Red Bull | 1    |

| *  | Jezdec         | Body |
| -- | -------------- | ---- |
| 1  | Španělsko      | 18   |
| 2  | Německo        | 14   |
| 3  | Velká Británie | 11   |
| 4  | Itálie         | 10   |
| 5  | Kolumbie       | 9    |
| 6  | Finsko         | 6    |
| 7  | Brazílie       | 4    |
| 8  | Austrálie      | 3    |
| 9  | Kanada         | 1    |
| 10 | Rakousko       | 1    |